# ABNXcess
Asian Broadcasting Network ou ABNxcess, était le seul opérateur numérique de télévision par câble en Malaisie, lancé le 8 juin 2013. L'entreprise proposait des services de télévision par câble via le réseau câblé opérationnel depuis 2012.
ABNxcess était détenue et exploitée par Asian Broadcasting Network, une filiale en propriété exclusive de The ABN Media Group.

## Crise financière
Pour l'exercice de 2013, les pertes cumulées d'ABNxcess s'élèvent à 36,2 millions RM, dont une perte de 30,7 millions RM pour l'exercice. La société n'a plus déposé ses résultats financiers pour les deux derniers exercices. ABNxcess dispose de facilités de crédit pour un total de 465 millions de RM.